# Number 1 Girl
Number 1 Girl – singel, piosenkarza R&B Akona Singiel wydany został w grudniu 2009 i nie został wydany na żadnym albumie. Utwór jest remixem singla innego wokalisty R&B R. Kelly'ego Number One. Gościnnie wystąpili: Ice Cube, R. Kelly, Juelz Santana i Jim Jones.